# Zespół Morgagniego-Adamsa-Stokesa
Zespół Morgagniego-Adamsa-Stokesa, inaczej napad Morgagniego-Adamsa-Stokesa (ang. Morgagni-Adams-Stokes syndrome, MAS, łac. syndroma MAS) – powtarzające się, krótkie epizody utraty przytomności wynikające z pogorszenia się zaopatrzenia mózgu w krew. To z kolei spowodowane jest zatrzymaniem (asystolia) lub skrajnym spowolnieniem pracy serca (bradykardia).
Charakteryzuje się triadą objawów: utratą świadomości, drgawkami oraz brakiem tętna.
Zespół MAS może występować przy całkowitym bloku przedsionkowo-komorowym między początkiem bloku całkowitego a rozpoczęciem czynności zastępczego rytmu komorowego (pauza preautomatyczna).
Obraz kliniczny w zależności od długości trwania asystolii:
- 3-5 s: bladość, zawroty głowy;
- 10-15 s: utrata przytomności;
- 20-30 s: drgawki (błędne rozpoznanie - padaczka);
- 30-60 s: zatrzymanie oddechu;
- > 3 min: nieodwracalne zmiany w mózgu albo zgon.

## Pochodzenie nazwy
Nazwa honoruje lekarzy: Giovanniego Battistę Morgagni, Roberta Adamsa i Williama Stokesa.

## Leczenie
Do przywrócenia akcji serca może wystarczyć parokrotne uderzenie pięścią w dolną część mostka. Przy przedłużającym się zatrzymaniu krążenia należy przystąpić do standardowych czynności reanimacyjnych.